# 耶律弘古 (盆讷隐)
耶律弘古（?—?），字盆讷隐。辽国（契丹）政治人物、軍人。遥辇鲜质可汗後裔。
統和初年，任拽剌詳稳，转任南京統軍使。統和十三年（995年），南征宋朝，四岳橋会战，斬首一百人。屡攻宋军，因战功转任東京留守，封楚国公。統和二十八年（1010年），参加遠征高麗國，辅佐耶律盆奴，在銅州捕康肇。統和三十年（1012年），西北部反乱，他在南府宰相耶律奴瓜属下統率禁軍攻打反乱軍，諸部降伏。官至侍中卒。

## 延伸阅读
[在维基数据编辑]
 《遼史·卷88》，出自脱脱《遼史》